# Eva Lyberten
Herminia Benito Durante, conocida artísticamente como Eva Lyberten, (Barcelona, 20 de diciembre de 1958-Madrid, 30 de diciembre de 2024) fue una actriz española, destacada sobre todo por sus interpretaciones desde mediados de los años 70 en una treintena de películas. La mayoría dentro del cine de destape o clasificada S como Viciosas al desnudo (1980), La caliente niña Julietta (1981), Los amores impuros de Sybille (1981) o En busca del polvo perdido (1982), entre otras.

## Biografía
Hija de una familia obrera, desde su infancia, manifestó una viva inclinación por el mundo de la farándula, lo que la llevó a participar con siete años en la puesta en escena de una pequeña obra de teatro en el colegio nacional de la Ronda de la Torrasa, donde estudió en aquella época. Con quince años, se matriculó en una escuela de arte dramático de la capital y, algo más tarde, recibió clases de baile y jazz en una academia barcelonesa. Poco después, rodó incluso un anuncio publicitario en Francia, donde, según sus propias manifestaciones, llegó con 300 pesetas de la época y la idea de recorrer Europa en autoestop.
De regreso a España, conoció a Luis Sagnier de Sentmenat, conde de Múnter, gracias al cual consiguió un pequeño papel en la película Deseo (Alfonso Balcázar, 1976), en la que interpretó a una adolescente (Carmen) que baila de guateque en guateque.
Entre 1975 y 1976, intervino como actriz secundaria en buen parte de los filmes rodados en Barcelona, así como en la serie La saga de los Rius, emitida por TVE la temporada de 1976 a 1977, a la vez que apareció en portadas de revistas como Interviú o Lib.
Tras rodar su siguiente película, se trasladó a Ibiza, donde se dedicó especialmente a sus dos grandes aficiones: la pintura y la poesía. También por entonces, contrajo matrimonio con el periodista Luis Cantero.
A la vuelta de la isla, fue elegida, entre cientos de aspirantes,vedette del musical Crazy Horse (en español, «Caballo loco»), considerado por la crítica especializada como uno de los espectáculos eróticos más exitosos de la Transición española. Pero, tras un año de actuaciones, abandonó la función para incorporarse al nutrido grupo de actores y actrices que protagonizan las películas clasificadas «S» –lo que venía a significar que tanto la temática como el contenido de las mismas podían herir la «sensibilidad» de algunos espectadores– de la época, dirigidas en su mayoría por el cineasta Ignacio F. Iquino. A finales de 1978, se trasladó a Italia, donde estudió en el Instituto de Teatro. Ya de nuevo en Madrid, inició una relación sentimental con Carlos Serrat, con el que fundó una cooperativa para producir la obra Alicia en el país de las maravillas, que resultó un fracaso para ambos.
Con la decadencia del llamado «cine de destape» desde principios de los años 80, decide ir adaptándose al ambiente del cine convencional, lo que la llevó a actuar en varias películas, entre las que destacan especialmente Sal gorda (Fernando Trueba, 1984), donde interpretó el papel de Brígida, el thriller Escapada final (Carlos Benpar, 1985), así como el documental Picasso, ocho historias de amor (Luis Mamerto López-Tapia, 1992).

## Filmografía
| Año  | Película                                  | Personaje                     | Director/es                       |
| ---- | ----------------------------------------- | ----------------------------- | --------------------------------- |
| 1976 | La ciutat cremada                         | Chica rubia de la fiesta      | Antoni Ribas                      |
| 1976 | La zorrita en bikini                      | Enriqueta                     | Ignacio F. Iquino                 |
| 1976 | Deseo                                     | Carmen                        | Alfonso Balcázar                  |
| 1977 | Fraude matrimonial                        | Chica del club                | Ignacio F. Iquino                 |
| 1977 | La máscara                                | Chica de la piscina           | Ignacio F. Iquino                 |
| 1977 | Perros callejeros                         | Ceci                          | José Antonio de la Loma           |
| 1977 | ¿Y ahora qué, señor fiscal?               | Prostituta                    | León Klimovsky                    |
| 1978 | Los violadores del amanecer               | Elisa                         | Ignacio F. Iquino                 |
| 1978 | Borrasca                                  | Chica de los baños            | Miguel Ángel Rivas                |
| 1978 | Una familia decente                       | Empleada de la oficina        | Lluís Josep Comerón               |
| 1979 | ¿Podrías con 5 chicas a la vez?           | Beatriz                       | Ignacio F. Iquino                 |
| 1980 | Las verdes vacaciones de una familia bien | Odalisca                      | Mario Siciliano                   |
| 1980 | Viciosas al desnudo                       | Hippy 2                       | Manuel Esteba                     |
| 1981 | Dos pillos y pico                         | Dependienta de tienda de ropa | Ignacio F. Iquino                 |
| 1981 | La caliente niña Julietta                 | Silvia                        | Ignacio F. Iquino                 |
| 1981 | Patrizia                                  | Hetty                         | Hubert Frank                      |
| 1981 | Los amores impuros de Sybille             | Maya                          | Gérard Loubeau y Hans R. Walthard |
| 1981 | Las alumnas de madame Olga                | Tina                          | José Ramón Larraz                 |
| 1981 | Neumonía erótica y pasota                 | Cristina                      | Jaime Bayarri                     |
| 1982 | Blancanieves y los 7 sádicos              |                               | Mario Bianchi                     |
| 1982 | Porno Situación límite                    | Chica de Adolfo               | Manuel Esteba                     |
| 1982 | Fuga de Ceylán                            | Modelo                        | Jacques Orth y Hubert Frank       |
| 1982 | Hundra                                    | Hundra Villager               | Matt Cimber                       |
| 1984 | Sal gorda                                 | Brígida                       | Fernando Trueba                   |
| 1984 | Muñecas de trapo                          | Paquita                       | Jorge Grau                        |
| 1985 | La pantalla diabólica                     |                               | Joaquín Hidalgo                   |
| 1985 | Escapada final                            | Chica de la feria             | Carlos Benpar                     |
| 2003 | Nudos                                     | Violetera                     | Lluís Maria Güell                 |
| 2016 | Derangement Transtorno mental             |                               | Vick Campbell                     |